# تترا سلطنتی (ماهی)
تترای پادشاهی یا تترای سلطنتی (نام علمی: Inpaichthys kerri) گونه ای از خانواده تتراسانان و بومی کشور برزیل است که در شاخه‌های رودخانه آریپوانا یافت می‌شود. این گونه زمانی تنها عضو از این جنس بود.
نام این ماهی به افتخار Warwick Estevam Kerr (1922-2018)، مهندس کشاورزی، ژنتیک، حشره‌شناس و مدیر برزیلی (INPA) نام گذاری شده است.

## بوم‌شناسی
تترا سلطنتی در آبهای آفتابی و دارای جریان رودخانه جنگلی کوئیمادا، شاخه‌ای از رودخانه آریپوآنا کشف شد. در زیستگاه طبیعی خود در آب‌های بسیار سبک و کمی اسیدی با درجه پی‌اچ (pH) بین ۶٫۰ تا ۶٫۸ زندگی می‌کند. این تترا گونه‌ای بسیار فعال و جسور است و عمدتاً از حشراتی که روی سطح آب افتاده‌اند تغذیه می‌کند.

## در اسارت
این ماهی به عنوان یک ماهی آکواریومی محبوب نگهداری می‌شود و در تجارت آکواریوم با نام‌های رایج تترای سلطنتی آبی، تترای شاهنشاه بنفش، تترای شاهنشاه، تترای شاهنشاه سیاه فروخته می‌شود. این گونه نباید با تترای شاهنشاه دارای ظاهری مشابه و نام‌های رایجی و مشابهی هستند، اشتباه گرفته شود. تترای سلطنتی در آکواریوم با ماهی‌هایی مشابه از لحاظ اندازه سازگاری خوبی دارد به شرط اینکه بیش از حد تهاجمی نباشند، زیرا این گونه در هنگام استرس و در اسارت مستعد ابتلا به بیماری است.